# Metasarsiella
Metasarsiella is een geslacht van kreeftachtigen uit de klasse van de Ostracoda (mosselkreeftjes).

## Soort
- Metasarsiella caleyi Karanovic, 2012

Niet geaccepteerde soorten:
- Metasarsiella benthedi geaccepteerd als Parasarsiella benthedi (Kornicker, 1992)
- Metasarsiella vibex geaccepteerd als Parasarsiella vibex (Kornicker, 1991)